# Wayne Tinkle
Wayne Francis Tinkle II (Milwaukee, Wisconsin 1966. január 26. –) amerikai kosárlabdázó és kosárlabdaedző, 2014-től az Oregon State Beavers férfi kosárlabdacsapatának vezetőedzője. 1989 és 2000 között görög, olasz, spanyol és svéd csapatokban játszott.

## Fiatalkora
Spokane-ben nőtt fel, a Ferris középiskolában érettségizett; utolsó évében ő vezette a Greater Spokane League pont- és pontarányranglistáját. 1984 és 1989 között a Montana Grizzlies játékosa volt; utolsó évében az All-Conference csapat tagjává választották.

## Játékosként
Görög, olasz, spanyol és svéd csapatokban játszott. Az 1989-es CBA-draft második körében a Topeka Sizzlers kiválasztotta; 12 játékon vett részt, majd a szezon végén a Liège Baskettel szerződött. Az 1990–91-es szezonban a Solna Vikings, 1991 és 1993 között pedig a Tri-City Chinook játékosa volt. 1993. február 19-én a UCAM Murcia CB-vel szerződött. Az 1993–94-es szezont a Rapid City Thrillersnél kezdte, majd 1993. december 28-én az Onyx Casertával szerződött, akikkel kilencszer lépett pályára. 1994. március 4-én visszatért a Rapid City Thrillershez.
Az 1994–95-ös szezont a Pagrati Athensnél kezdte, majd november 25-én a Somontano Huesca játékosa lett, ahol 21-szer lépett pályára. Az 1996–97-es szezonban a Covirán Granada, az 1997–98-asban a Fórum Filatélico Valladolid tagja volt.
Az 1999–2000-es szezont sérülése miatt kispadon töltötte. 2001 januárjában a Las Vegas Silver Banditsszel szerződött, akikkel 17 játékon vett részt.

## Edzőként

### Montana Grizzlies
2001-ben alma matere edzőhelyettese lett, majd Larry Krystkowiak 2006-os távozásával vezetőedzővé léptették elő. 64%-os győzelmi aránya az egyetem történetében a legmagasabb. A csapatot háromszor kijuttatta az NCAA-bajnokságra, 71,3%-os konferenciagyőzelmi aránya pedig a Grizzlies Big Sky Conference-ben töltött ideje alatt a legmagasabb. A 2011–12-es és a 2012–13-as szezonokban az év edzőjének választották.
Háromszor vezetőedzőként, háromszor pedig edzőhelyettesként vett részt az NCAA-bajnokságon.

### Oregon State Beavers
2014. május 19-én az Oregon State Beavers munkatársa lett.
A 2016–17-es szezonban holtversenyben ő volt az egyik legtöbb veszteséget elérő edző. A 2020–21-es szezon várakozásai szerint a Pac-12 Conference utolsó helyén végeztek volna, de végül a konferencia első helyére kerültek és továbbjutottak az NCAA bajnokságára, ahol a legjobb nyolc közé jutottak.
A 2020–21-es szezonban Tinkle megdöntötte saját negatív rekordját.

## Családja
Felesége Lisa McLeod, a Montana Lady Griz egykori játékosa; két lányuk (Joslyn és Elle), valamint egy fiuk (Tres) született, mindhárman kosárlabdázók. Wayne Tinkle-t a CollegeInsider.com 2014-ben a legvonzóbb egyetemi kosárlabdaedzőnek választotta.

## Eredményei vezetőedzőként
| Szezon                                                                               | Eredmény                               | Eredmény                               | Helyezés                               | Továbbjutás                            |
| Szezon                                                                               | Összesen                               | Konferencia                            | Helyezés                               | Továbbjutás                            |
| Montana Grizzlies (Big Sky Conference)                                               | Montana Grizzlies (Big Sky Conference) | Montana Grizzlies (Big Sky Conference) | Montana Grizzlies (Big Sky Conference) | Montana Grizzlies (Big Sky Conference) |
| ------------------------------------------------------------------------------------ | -------------------------------------- | -------------------------------------- | -------------------------------------- | -------------------------------------- |
| 2006–07                                                                              | 17–15                                  | 10–6                                   | 3.                                     | –                                      |
| 2007–08                                                                              | 14–16                                  | 8–8                                    | 4.                                     | –                                      |
| 2008–09                                                                              | 17–12                                  | 11–5                                   | T-2.                                   | –                                      |
| 2009–10                                                                              | 22–10                                  | 10–6                                   | T-3.                                   | NCAA Round of 64                       |
| 2010–11                                                                              | 21–11                                  | 12–4                                   | 2.                                     | CBI első kör                           |
| 2011–12                                                                              | 25–7                                   | 12–1                                   | 1.                                     | NCAA Round of 64                       |
| 2012–13                                                                              | 25–7                                   | 19–1                                   | 1.                                     | NCAA Round of 64                       |
| 2013–14                                                                              | 17–13                                  | 12–8                                   | T-2.                                   | –                                      |
| Montana:                                                                             | 158–91 (.640)                          | 97–39 (.713)                           | –                                      | –                                      |
| Oregon State Beavers (Pac-12 Conference)                                             |                                        |                                        |                                        |                                        |
| 2014–15                                                                              | 17–14                                  | 8–10                                   | 7.                                     | –                                      |
| 2015–16                                                                              | 19–13                                  | 9–9                                    | 6.                                     | NCAA Round of 64                       |
| 2016–17                                                                              | 5–27                                   | 1–17                                   | 12.                                    | –                                      |
| 2017–18                                                                              | 16–16                                  | 7–11                                   | 10.                                    | –                                      |
| 2018–19                                                                              | 18–13                                  | 10–8                                   | T-4.                                   | –                                      |
| 2019–20                                                                              | 18–13                                  | 7–11                                   | T-8.                                   | –                                      |
| 2020–21                                                                              | 20–13                                  | 10–10                                  | T-6.                                   | NCAA Elite Eight                       |
| 2021–22                                                                              | 3–28                                   | 1–19                                   | 12.                                    | –                                      |
| 2022–23                                                                              | 11–21                                  | 5–15                                   | 11.                                    | –                                      |
| 2023–24                                                                              | 13–19                                  | 5–15                                   | 12.                                    | –                                      |
| Oregon State Beavers (West Coast Conference)                                         |                                        |                                        |                                        |                                        |
| 2024–25                                                                              | 20–12                                  | 10–8                                   | 5.                                     | –                                      |
| Oregon State:                                                                        | 160–189 (.458)                         | 73–134 (.354)                          | –                                      | –                                      |
| Összesen:                                                                            | 318–280 (.532)                         | –                                      | –                                      | –                                      |
| Jelmagyarázat: Konferenciaszezon- és konferenciatorna-bajnok Konferenciatorna-bajnok |                                        |                                        |                                        |                                        |

## Fordítás
- Ez a szócikk részben vagy egészben  a   Wayne Tinkle című angol Wikipédia-szócikk ezen változatának fordításán alapul.  Az eredeti cikk szerkesztőit annak laptörténete sorolja fel. Ez a jelzés csupán a megfogalmazás eredetét és a szerzői jogokat jelzi, nem szolgál a cikkben szereplő információk forrásmegjelöléseként.